# 361 (sottomarino)
Il 361, chiamato anche Great Wall # 61, era un sottomarino diesel/elettrico convenzionale della Marina dell'Esercito popolare cinese di liberazione, appartenente alla classe Tipo 035AIP variante ES5E (nome in codice NATO Ming III). Nell'aprile del 2003, durante un'esercitazione militare nel Mar Giallo tra la Corea del Nord e la provincia cinese dello Shandong, la nave subì un guasto meccanico che uccise tutti i 70 membri dell'equipaggio a bordo, uno dei peggiori disastri militari cinesi in tempo di pace. Il comandante della Marina dell'EPL Shi Yunsheng e il commissario politico Yang Huaiqing furono entrambi congedati a causa dell'incidente.

## Storia
Il sottomarino 361 faceva parte della 12ª brigata della Flotta del Mare del Nord della Marina cinese, con sede a Lüshunkou nella provincia di Liaoning. Esso era un sottomarino di tipo 035AIP (classe Ming).
Secondo la CNN, la Cina stava aumentando l'addestramento e le esercitazioni dei suoi sottomarini nell'est per attuare una politica di "negazione del mare" volta contrastare la flotta degli Stati Uniti nel Pacifico.

### L'incidente
Secondo l'agenzia di stampa ufficiale cinese Xinhua, il 16 aprile 2003 il sottomarino, comandato dal commodoro Cheng Fuming (程福明), stava prendendo parte a esercitazioni navali a est delle isole interne di Changshan nel Mar Giallo, al largo della costa della Cina nord-orientale; insieme al suo normale complemento, l'equipaggio comprendeva 13 allievi cadetti dell'Accademia navale cinese. Durante una manovra di immersione, tutti i 70 membri dell'equipaggio del sottomarino morirono quando il motore diesel del battello, che non si era spento correttamente, esaurì tutto l'ossigeno disponibile all'interno dello scafo.
Dopo il disastro, il sottomarino andò alla deriva per dieci giorni dato che era impegnato in un'esercitazione silenziosa e senza contatto. Il battello fu poi scoperto da pescatori cinesi che notarono il suo periscopio sporgere sopra la superficie il 25 aprile 2003. L'equipaggio era accasciato alle sue postazioni, apparentemente morto prima di rendersi conto di qualsiasi problema.
In una conferenza stampa l'8 maggio 2003, il portavoce del ministero degli Esteri Zhang Qiyue dichiarò che durante un'esercitazione a est delle isole Changshan, il sottomarino 361 era divenuto inabile a causa di un problema meccanico e tutti i 70 membri dell'equipaggio a bordo erano morti. Esso era stato rimorchiato in un porto al momento della conferenza stampa. Inizialmente fu rimorchiato al porto di Yulin, vicino a Sanya, sull'isola di Hainan, prima di essere riportato al porto di nord-est di Dalian, nella provincia di Liaoning.

### Le conseguenze
Il 2 maggio 2003, il presidente della Commissione militare centrale (CMC) Jiang Zemin dichiarò in un messaggio di cordoglio alle famiglie dei morti che «gli ufficiali e i marinai del 361 hanno ricordato il sacro dovere loro affidato dal Partito e dal popolo. Sono morti in servizio, si sono sacrificati per il Paese e sono state grandi perdite per la Marina popolare».
Il vicepresidente della CMC Guo Boxiong condusse un'indagine sull'incidente, che nel giugno 2003 portò al congedo dal servizio o alla retrocessione di cinque alti ufficiali della Marina dell'EPL: il comandante della marina Shi Yunsheng (sostituito da Zhang Dingfa) e il commissario politico Yang Huaiqing; il comandante della flotta del Mare del Nord Ding Yiping, il commissario politico Chen Xianfeng (陈先锋), e il capo di stato maggiore Xiao Xinnian. Ding Yiping era stato preparato per essere il candidato per il comandante della marina, ma fu subito rimosso dalla contesa dopo l'incidente. L'ammiraglio Wu Shengli alla fine successe a Zhang Dingfa come comandante.